# Cihan Haber Ajansı
Cihan Haber Ajansı (Інформаційне агентство Cihan; тур. Джихан — «Світ») — турецьке інформаційне агентство. Засновано 1 січня 1994 року в Стамбулі. Слоган — «Biz oradayız» (тур. Ми там).
Входить у групу Feza Gazetecilik. Працювало у 81 мулі і 284 регіонах Туреччини, також в Європі, Південній Америці, Середньому Сході, Середній Азії, Далекому Сході, країнах Балканського півострова.
Влада Туреччини вважає агентство Cihan пов'язаним з опозиційним ісламським проповідником Фетхуллахом Ґюленом. Тому агентство було закрито у 2016 році.

## Конфлікти
7 березня 2016 року Республіканська генеральна прокуратура Стамбула призначила трьох державних спостерігачів. Це викликало протест у редакції, за чим послідувало масове звільнення журналістів з агентства.
30 березня нові спостерігачі звільнили генерального директора агентства Фарука Аккана «у зв'язку зі зловживанням службовим становищем, невідповідністю моральним принципам і нанесенням шкоди компанії». У квітні того ж року був закритий корпункт агентства у 51 країні.
27 липня 2016 року агентство було закрито «за зв'язки з Ґюленом».